# Puschkinstraße (Schwerin)

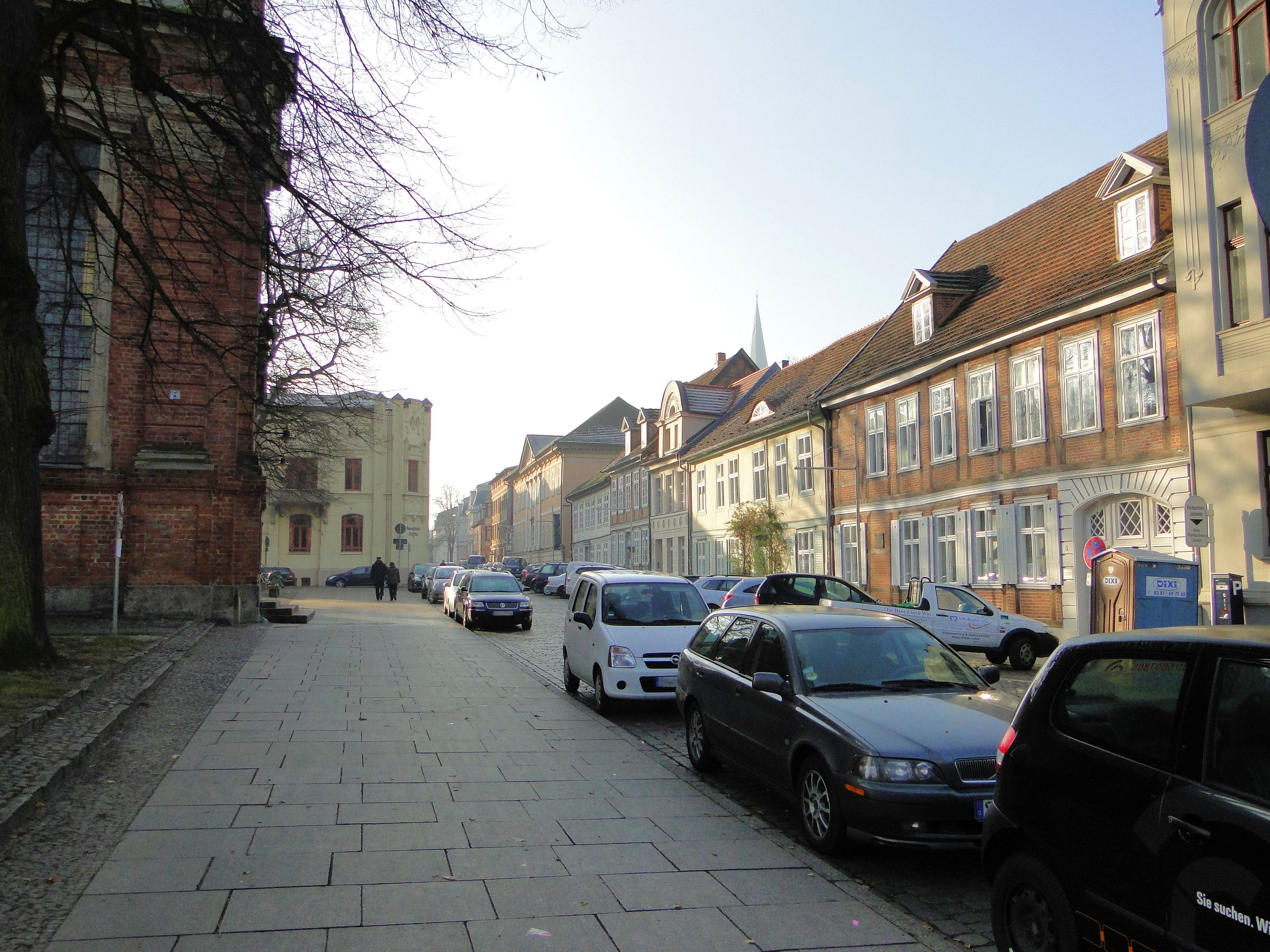
Schelfkirche und Südblick

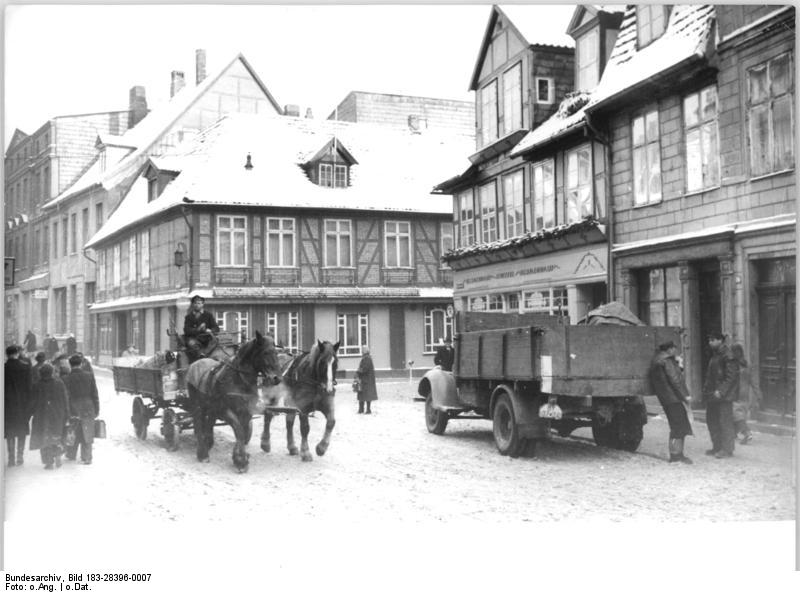
Historisches Foto mit Weinhaus Wöhler

Die Puschkinstraße ist eine 650 m lange Verbindungs- und Einkaufsstraße in Schwerin.
Sie führt in Nord-Süd-Richtung vom Schelfmarkt / Gaußstraße / Lindenstraße / Schelfstraße in der Schelfstadt bis zur Schloßstraße in der Altstadt.

## Nebenstraßen
Die Neben- und Anschlussstraßen wurden benannt als Schelfstraße nach dem Stadtteil, Gaußstraße nach dem Astronom, Geodät und Physiker Carl Friedrich Gauß (früher 2. Wasserstraße), Lindenstraße nach dem  Lindenbaum, Schelfmarkt nach dem früheren Markt bei der Schelfkirche, Körnerstraße nach dem Dichter Theodor Körner, Schliemannstraße nach dem Archäologen Heinrich Schliemann, Pfaffenstraße nach den Pastoren (früher Brühgang), Fischerstraße nach dem Beruf, Burgstraße (früher Scharfrichterstraße), Friedrichstraße um 1840 nach dem Erbprinzen Friedrich, 1842 bis 1883  Großherzog von Mecklenburg Friedrich Franz II. (1823–1883) (früher Kütergang), Domhof und Am Dom nach dem Dom (früher Papenstraße), Am Markt, Großer Moor nach dem früheren Moor, 2. Enge Straße nach der Enge der Gasse, Salzstraße und Schloßstraße nach dem Schloss (früher Burgstraße).

## Geschichte

### Name
Die Straße wurde nach dem Zweiten Weltkrieg benannt nach dem russischen Nationaldichter Alexander Sergejewitsch Puschkin (1799–1837). Sehr bekannte Werke von ihm sind u. a. Boris Godunow, Mozart und Salieri, Der Postmeister, Pique Dame,  Pugatschew’scher Aufruhr und seine Gedichte.

Zuvor hieß die Straße
- Zwischen heutiger Schelf- bis Körnerstraße (früher 1. Wasserstraße): Ritterstraße bis 1819 und ab 1840 Königstraße bis um 1945
- Zwischen Körnerstraße bis Markt: Steinstraße und ab 1840 Königstraße bis um 1945
- Zwischen Markt und Schloßstraße (früher Burgstraße): Filterstraße (Filzer = Hutmacher) und ab 1593 Königsstraße bis um 1945

### Entwicklung

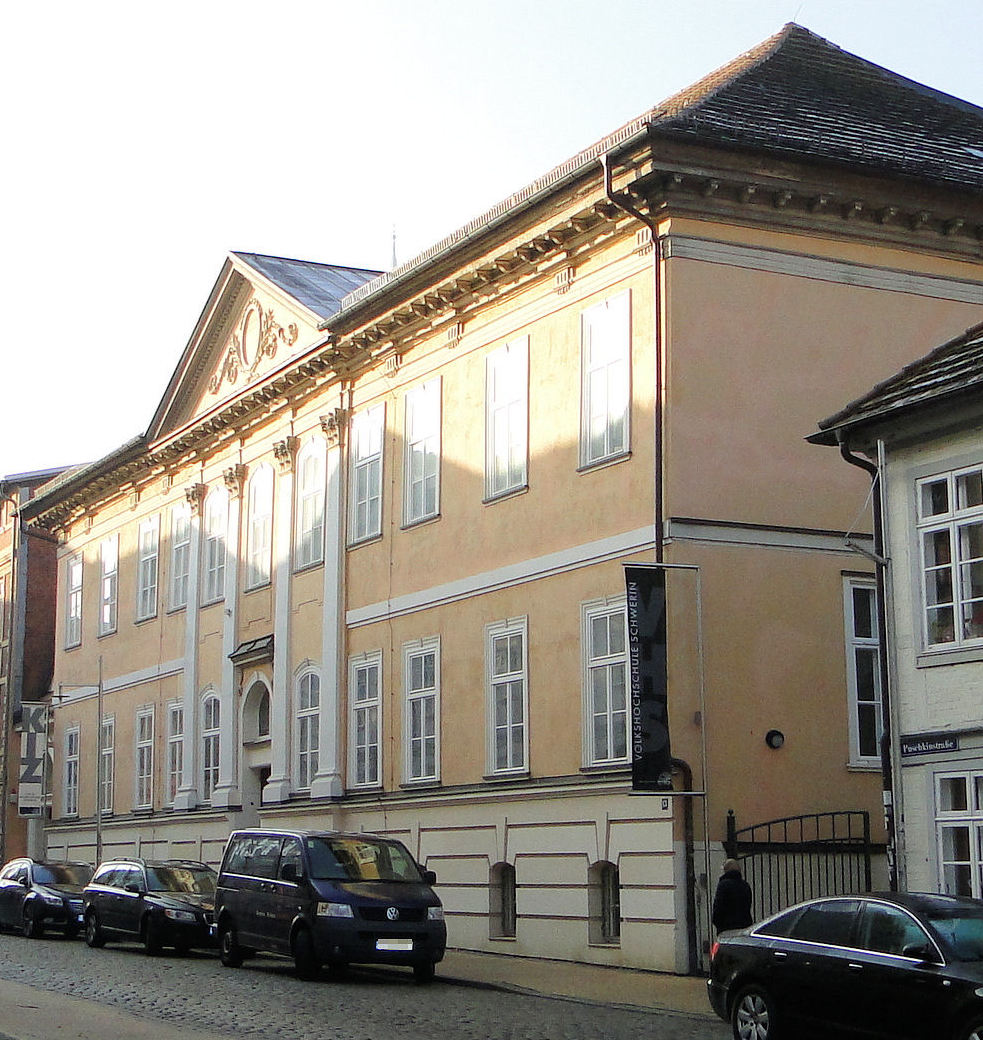
Nr. 13: Brandensteinsches Palais

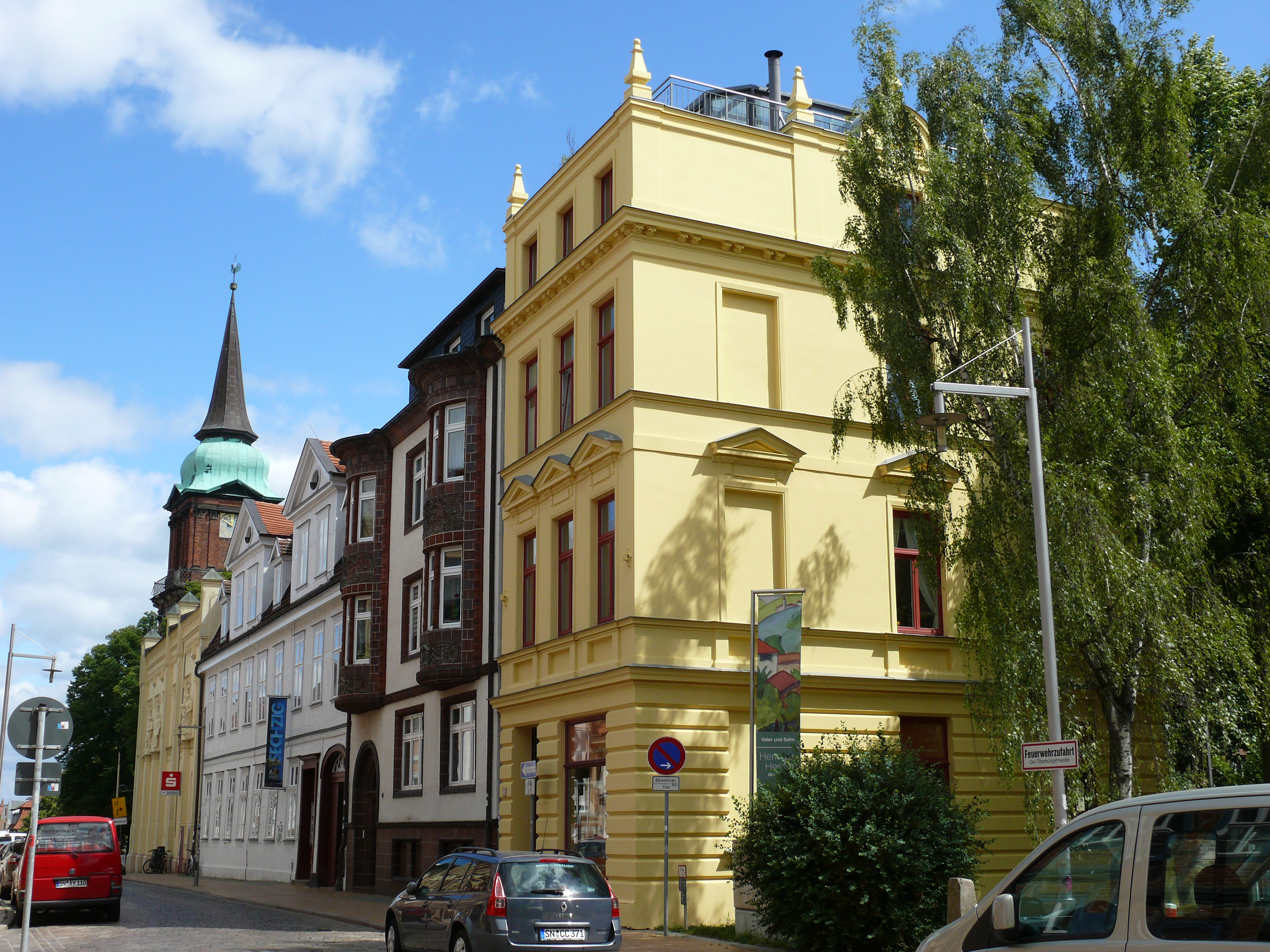
Nr. 2–10, Schelfkirche

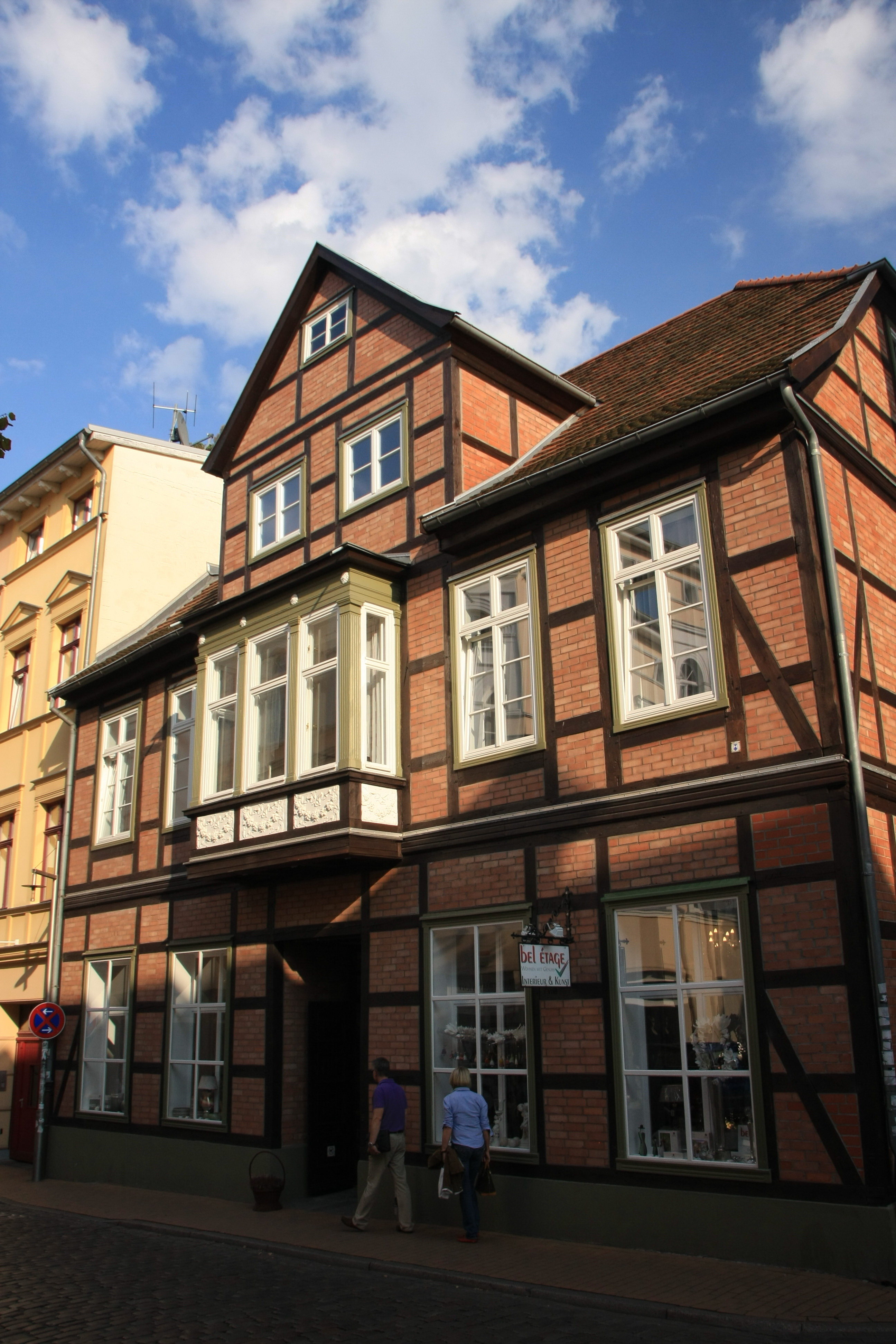
Nr. 42

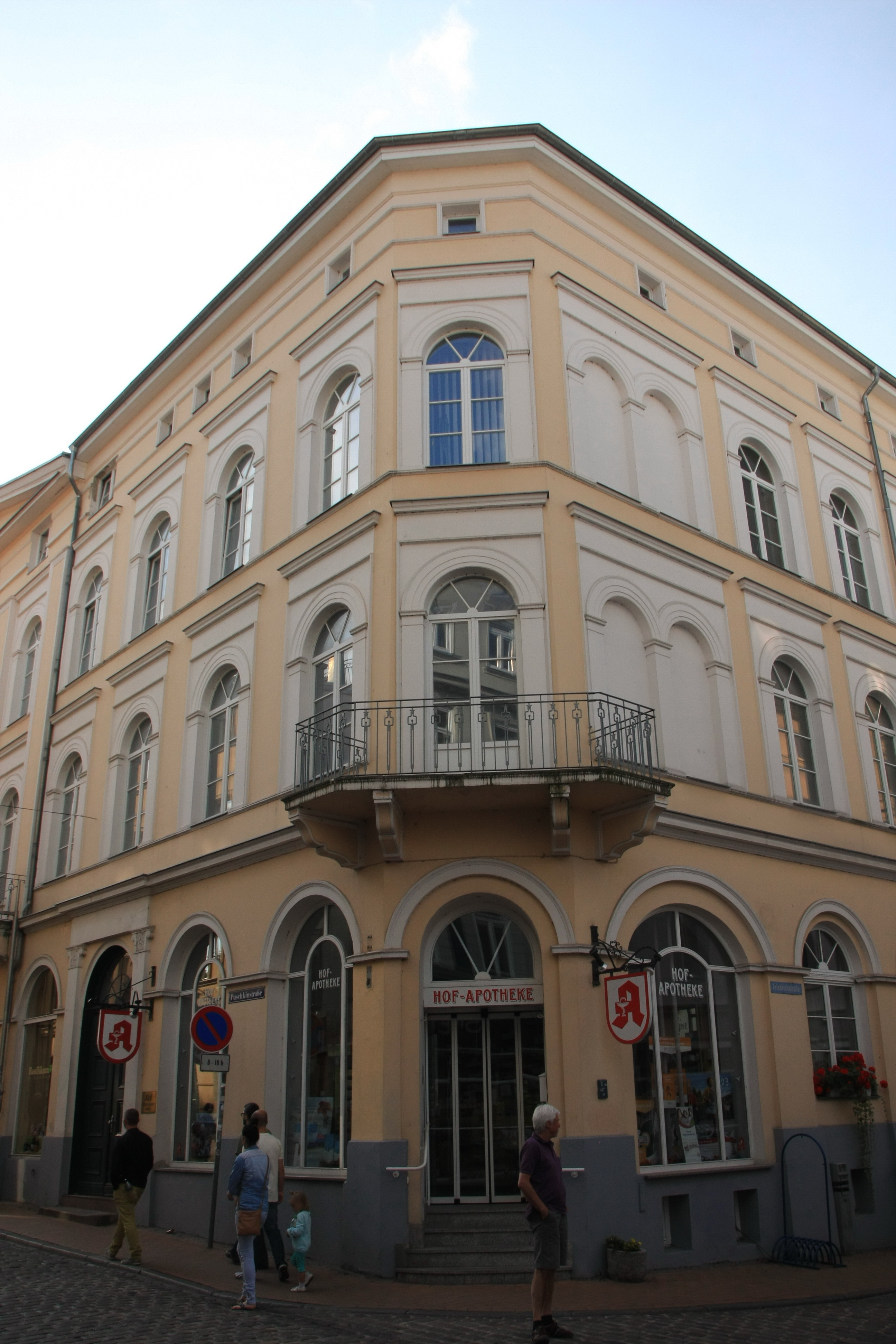
Nr. 47

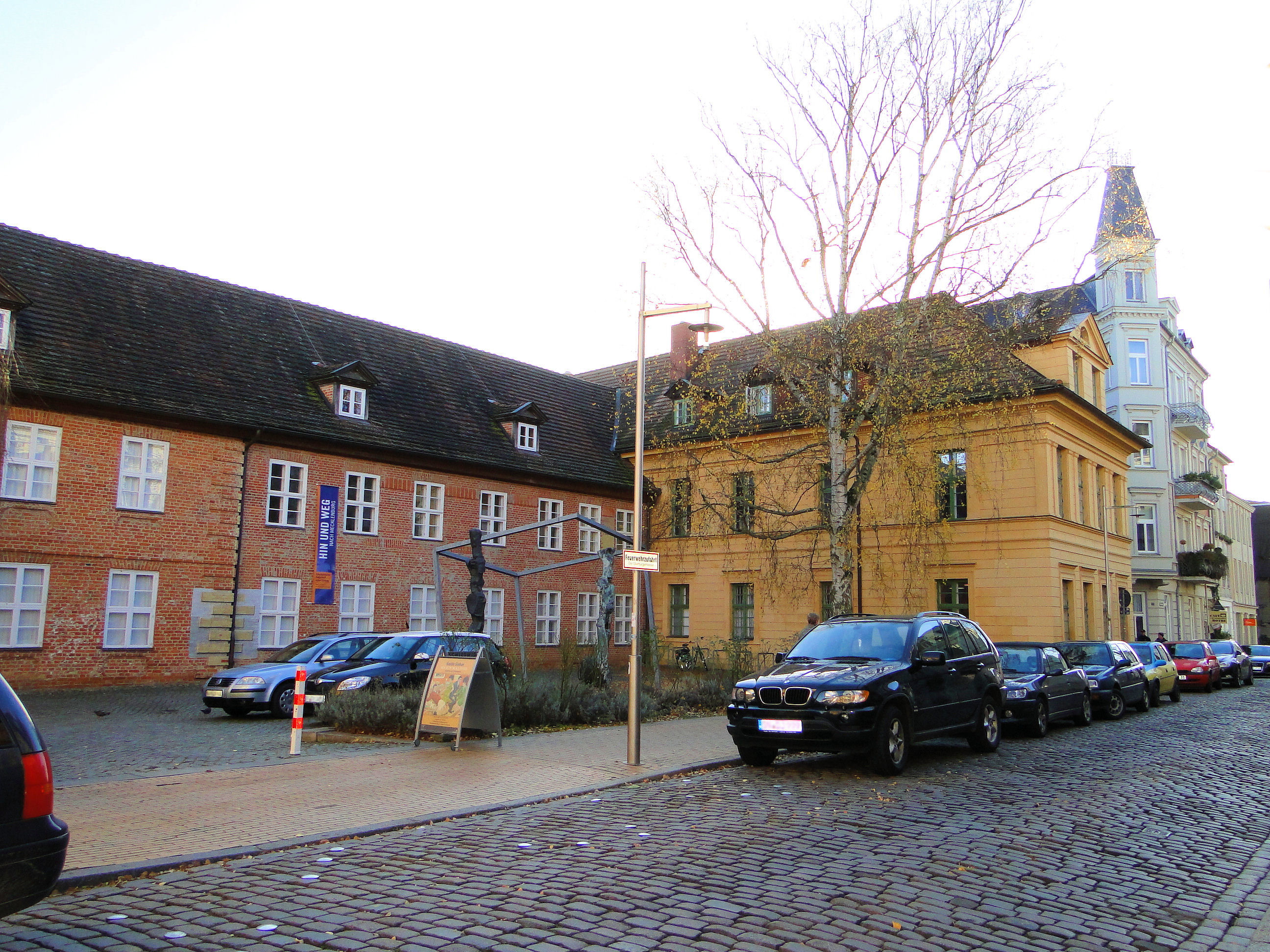
Nr. 12: Schleswig-Holstein-Haus

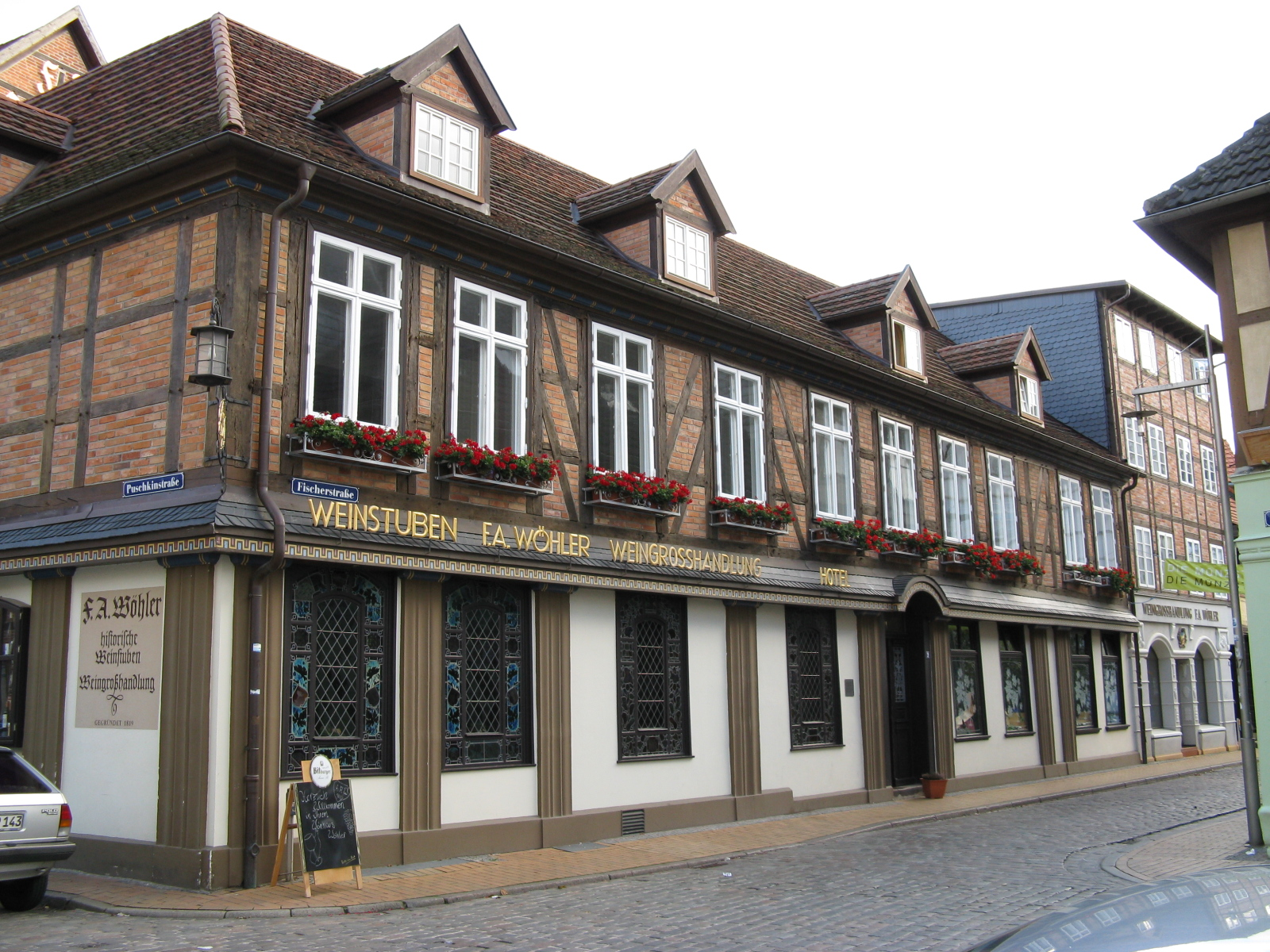
Weinstuben Wöhler

Die Schelfstadt, ursprünglich die Schelfe, seit 1349 auch Neustadt, entwickelte sich seit dem 11. Jahrhundert als zunächst selbstständiger Ort und ab 1705 als Stadt. In Höhe der heutigen Friedrichstraße/Burgstraße trennte das Schelfthor die Straße und in West-Ost-Richtung eine Stadtmauer die beiden Städte. Es entstanden im frühen 18. Jahrhundert auf der Schelfe Fachwerkhäuser und Palais von adligen Familien sowie die Schelfkirche (1708–1712) und seit 1776 das als Wohnhaus errichtete und umgebaute Neustädtische Rathaus. Die Schelfe mit über 4100 Einwohnern wurde 1832 Stadtteil von Schwerin. Die Puschkinstraße verband den Stadtteil mit dem Schweriner Markt.
Im Rahmen der Städtebauförderung wurden die Gebiete der Altstadt und Teile der Schelfstadt Sanierungsgebiete und Mitte bis Ende der 1990er Jahre erfolgte die Sanierung der Straße.

## Gebäude, Anlagen (Auswahl)
An der Straße stehen zumeist drei- bis viergeschossige Gebäude. Die mit (D) gekennzeichneten Häuser stehen unter Denkmalschutz.
- Barocke Kirche St. Nikolai (Schelfkirche) Schwerin aus dem frühen 18. Jahrhundert (D)
- Nr. 1: 3-gesch. Wohn- und Geschäftshaus (D) im Jugendstil mit markantem runden Ecktürmchen mit einer Glockenhaube
- Nr. 2/4: 2-gesch. Gebäude von 1857 (D) nach Plänen von Theodor Krüger für die ehem. Ersparnisanstalt Schwerin mit Verlängerungsbau von 1890; reichhaltiger Fassadenschmuck mit sechs Skulpturen von Heinrich Petters nach Modellen von Georg Wiese (spätere Ergänzung von Hugo Berwald), sehr prägende Eckausbildung, hohes Gesims und wuchtiger Balkon, heute Sparkasse Mecklenburg-Schwerin
- Nr. 3: 2-gesch. Pfarrhaus mit Gedenktafel für den Pastor und Schriftsteller Heinrich Seidel (D) mit Fachwerk, Sitz der Kirchengemeinde St. Nikolai Schwerin
- Nr. 5: 2-gesch. Wohnhaus (D)
- Nr. 6: 2-gesch. Konservatorium Schwerin, Musikschule Johann Wilhelm Hertel mit Flügelanbau, Hofgebäude und Hofanlage (D), seit 1925 Musikschule, heutiger Name seit 1989
- Nr. 7: 2-gesch. Wohnhaus (D) mit Dachhaus
- Nr. 8: 3-gesch. Wohnhaus von 1934 (D) nach Plänen von Paul Nehls, der hier wohnte
- Nr. 9: 3-gesch. Wohnhaus (D), von 1991 bis 2002 städtische Dienstwohnung von Oberbürgermeister Johannes Kwaschik
- Nr. 10: 4-gesch. Wohn- und Geschäftshaus (D), Eckhaus im neoklassizistischen Stil
- Nr. 11: 2-gesch. Wohnhaus mit Flügelanbau (D)
- Nr. 12: 2-gesch. barockes Gebäude von 1747 (D), ehem. Palais, mehrfache Umbauten und Umnutzungen, bis 1995 saniert mit Mitteln aus Schleswig-Holstein als  Kulturforum Schleswig-Holstein-Haus
- Nr. 13: 2-gesch. Konservatorium Schwerin, Musikschule Johann Wilhelm Hertel (Schelfschule) (D)
- Nr. 13: 2-gesch. 11-achsiges klassizistisches Verwaltungsgebäude (D) mit hohem Sockelgeschoss und mittigem Giebelrisalit, seit um die 1810er Jahre ehem. Brandensteinsches Palais des Mecklenburg-Schweriner Geheimrats-Präsidenten und Ministers August Georg von Brandenstein (1755–1836)[2], heute Volkshochschule
- Nr. 14/16: 3-gesch. Wohn- und Geschäftshaus mit Konditorei & Café Rothe
- Nr. 15: 3-gesch. Wohn- und Geschäftshaus von um 1900 (D) als Eckhaus mit Staffelgeschoss und Jugendstilelementen
- Nr. 17: 2-gesch. Wohnhaus von um 1751 (D) mit Fachwerk und Rokoko-Haustür, ehemaliges Halberstädtisches Palais der Familie Halberstadt, bis 2009 saniert nach Plänen von architekten forjeit
- Nr. 19: 2-gesch. dreiflügliges Gebäude von 1779 (D) mit 3-gesch. Mittelrisalit und Ehrenhof nach Plänen von Hofbaurat Johann Joachim Busch für Charlotte Sophie zu Mecklenburg; 1820 bis 1849 Sitz des Großherzoglichen Finanzministers Leopold von Plessen, Umbau von 1849 zum Neustädtischen Palais durch Georg Adolf Demmler mit Saalanbau als provisorische großherzogliche Residenz, Umbau im Stil der französischen Renaissance von 1878 durch Hermann Willebrand mit viertem Wohnflügel und Ballsaal mit spezieller Pappdekoration (Goldener Saal), von 1883 bis 1910 Witwenwohnsitz der Großherzogin Marie, 1920 Staatseigentum, ab 1947 Maxim-Gorki-Haus und Haus der Deutsch-Sowjetischen Freundschaft, von 1990 bis 1998 Sitz der Stadtverordnetenversammlung, von 2003 bis 2008 saniert für das Justizministerium
- Nr. 23–27: Baulücke, der Entwurf von Helmut Riemann (Lübeck) von 1991 wurde nicht realisiert
- Nr. 20: 2-gesch. Giebelhaus von 1698 mit Flügelanbau (D) mit Fachwerk als Wohn- und Geschäftshaus mit Büro der Friedrich-Naumann-Stiftung, ehem. Alte Havemann‘sche Brauerei, 2014 saniert und mit Kunst- und Kulturpreis der Landeshauptstadt Schwerin ausgezeichnet
- Nr. 22/24/26: 2- und 3-gesch. verklinkertes Wohn- und Geschäftshaus von nach 1900 (D) mit Restaurant, Hotel und Weinhaus Wöhler
- Fischerstraße Nr. 2: 2-gesch. Eckhaus aus Fachwerk von um 1750 mit Weinhaus Wöhler von 1819 (D), 1895 und 1927 umgebaut, 1908 Hoflieferant, 1959 HO-Betrieb, 1983 Schließung wegen Einsturzgefahr, 1998–2001 saniert
- Nr. 28: 2-gesch. Wohn- und Geschäftshaus (D) mit Fachwerk und Dachhaus, 2011 saniert
- Nr. 30: 2-gesch. Wohn- und Geschäftshaus (D) mit Zwerchhaus
- Nr. 31: 3-gesch. Wohn- und Geschäftshaus (D) mit Feinkost-Café
- Nr. 32: 4-gesch. Wohn- und Geschäftshaus (D)
- Nr. 36: 3-gesch. Wohn- und Geschäftshaus (Kulturkaufhaus) (D) mit verputztem Fachwerk; eines der ältesten Gebäude von Schwerin, Vorderhaus von 1572, Seitenflügel von 1613, Turmanbau von um 1860[3], bis um 2010 saniert
- Nr. 37: 2-gesch. Wohn- und Geschäftshaus (D) mit Fachwerk und Zwerchhaus; ehem. Bülow Haus vom Antiquar, Buchhändler und Verleger Wilhelm Bülow (1885–1925), Leerstand ab Anfang der 1980er Jahre, bis 1995 saniert, seit 2010 Steakhaus
- Nr. 40: 2-gesch. Büro- und Wohnhaus mit Fachwerk
- Nr. 42: 2-gesch. Wohn- und Geschäftshaus (D) mit Fachwerk, Zwerchhaus und einem Erker
- Nr. 44: 3-gesch. klassizistisches Wohn- und Verwaltungshaus (Stadthaus) (D), ehem. Kuetermeyersches Haus mit Fassade von 1844 und Keller vom 16. Jh.; mit Restaurant, Tourismusverband Mecklenburg-Schwerin von 1991 und Welterbe Schwerin Förderverein von 2019
- Nr. 47/49: 3-gesch. 11-achsiges Wohn- und Geschäftshaus (D) mit Mezzaningeschoss, u. a. Hof-Apotheke
- Kleiner Platz mit Schweriner Dom, Choransicht
- Domstraße Nr. 2: 2-gesch. Wohn- und Geschäftshaus (D)
- Nr. 51/53/55: 2-gesch. Wohn- und Geschäftshaus (D)
- Gebäude am Marktplatz, dort u. a. Altes Rathaus, Café Rothe
- Nr. 64 / Schloßstraße 17: 4-gesch. historisierendes Wohn- und Geschäftshaus von 1909 (D) mit dem prägenden Treppengiebel, dem 2-gesch. Eck-Erker und dem bekannten Restaurant Café Prag, das die Familie Krefft betrieb, die seit 1801 Hofkonditoren waren
- Nr. 67: 3-gesch. Wohn- und Geschäftshaus (D)
- Nr. 71: 3-gesch. Wohn- und Geschäftshaus (D)
- Nr. 81: 3-gesch. Wohn- und Geschäftshaus (D) mit Restaurant

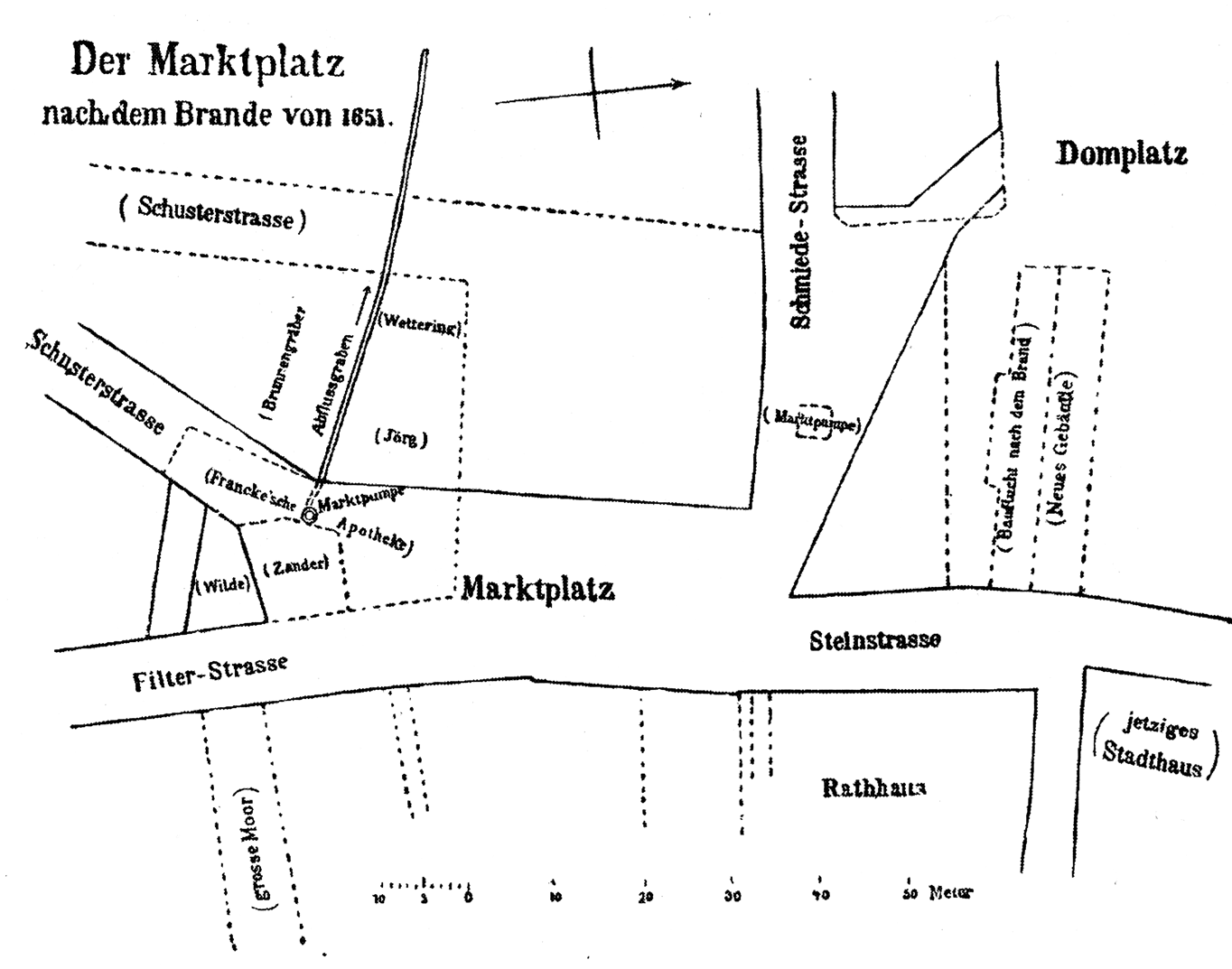
1651: Markt, Puschkinstr. als Filter- und Steinstraße
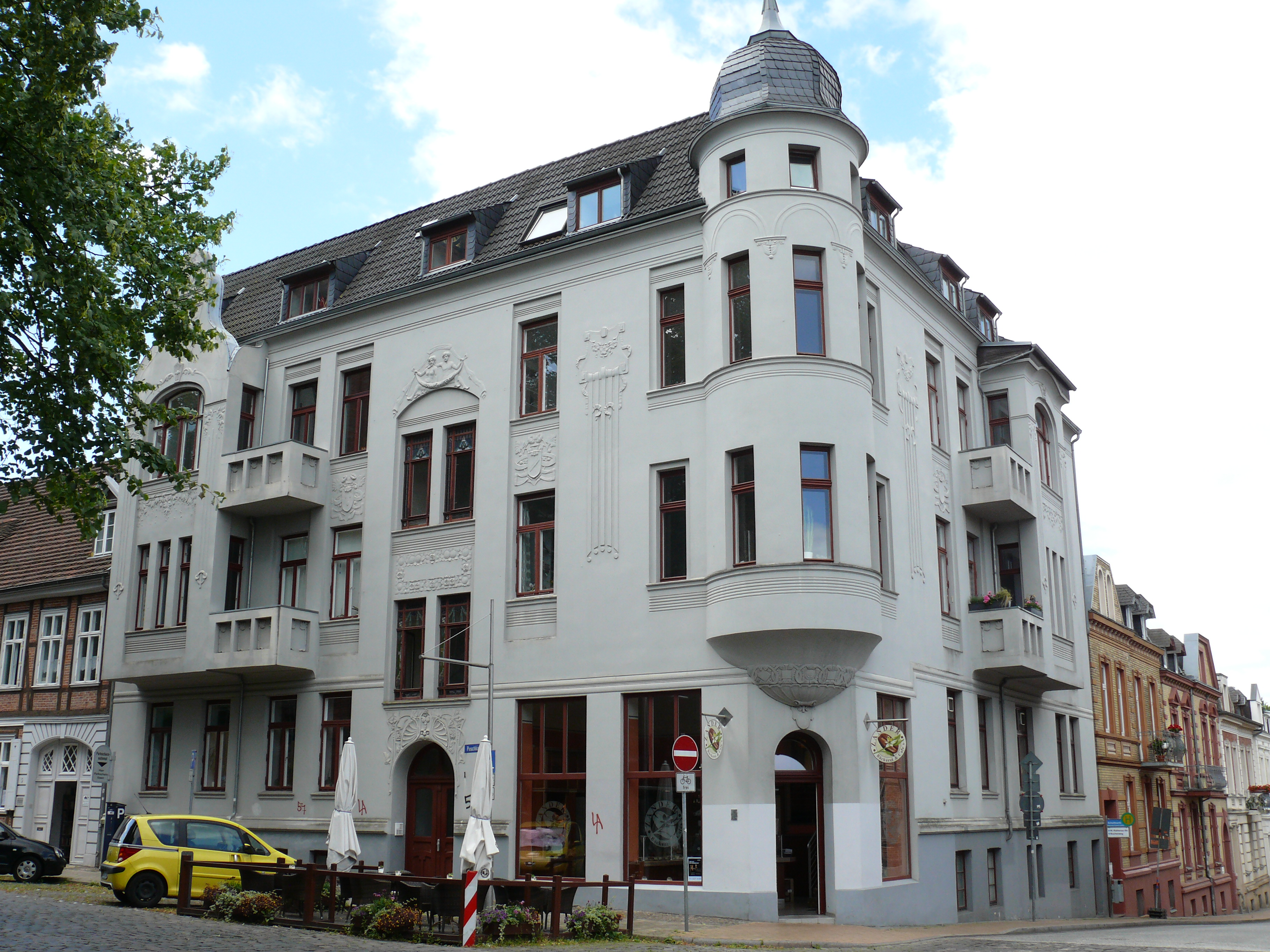
Nr. 1
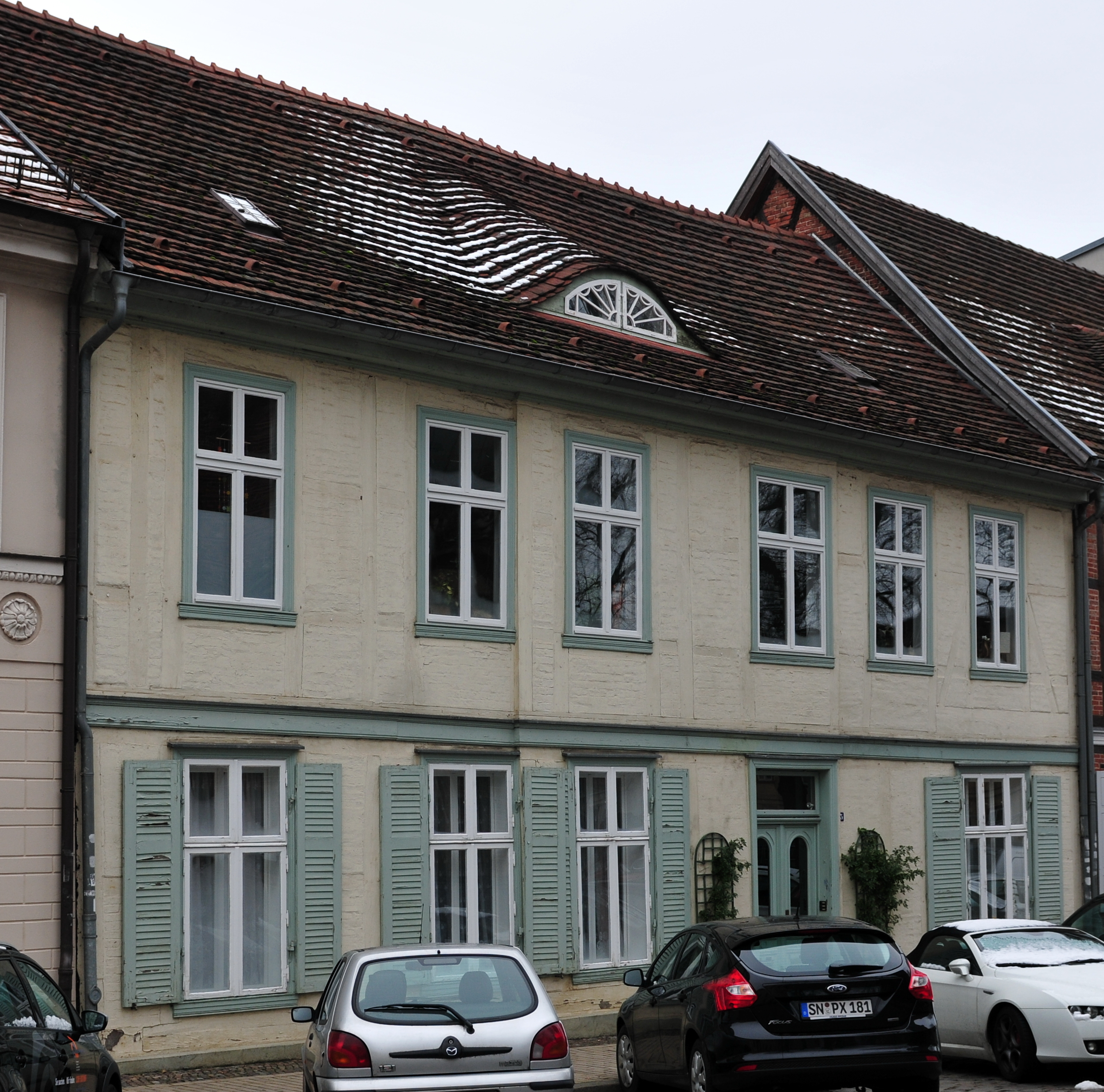
Nr. 5
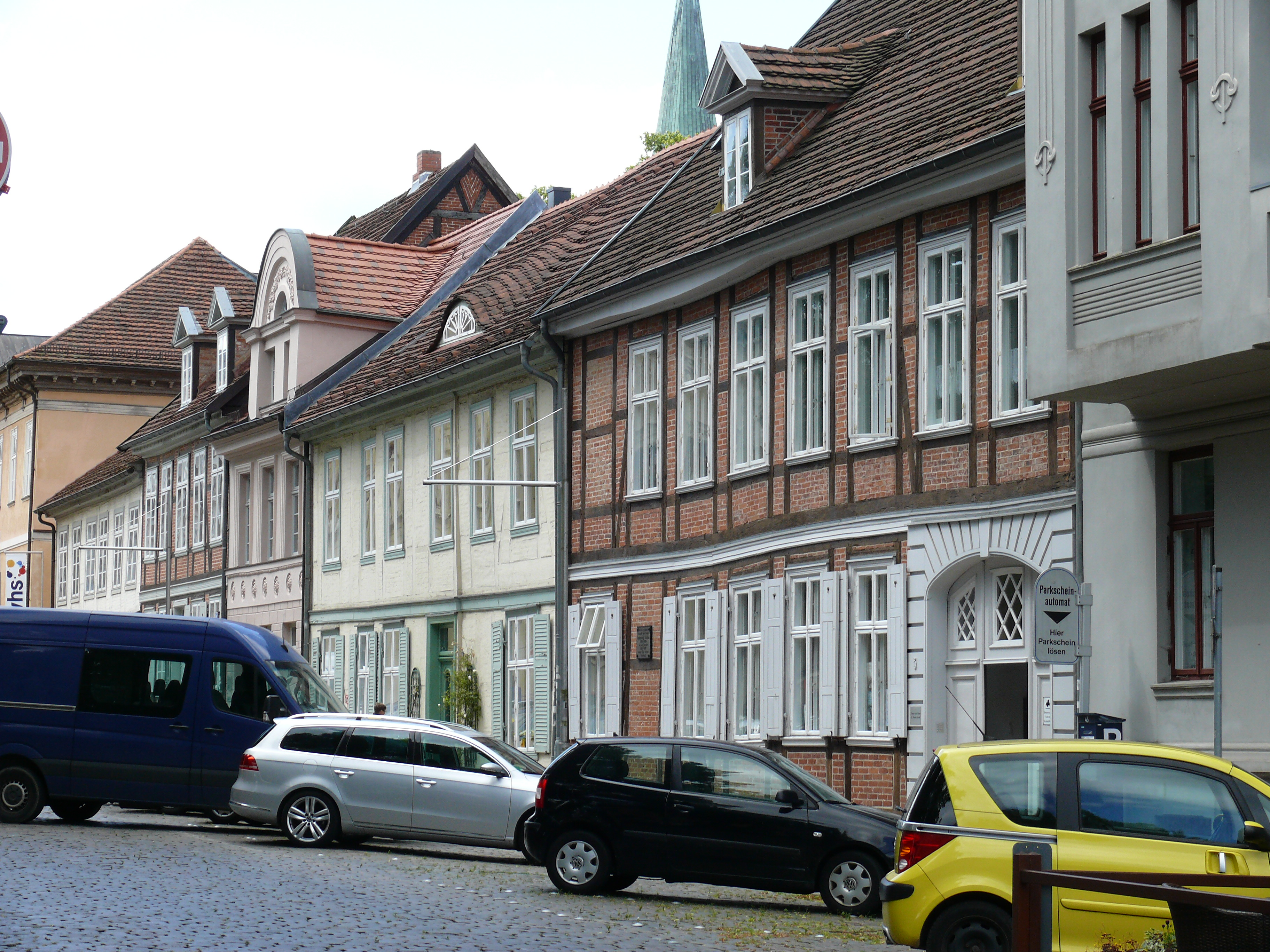
Nr. 3–7
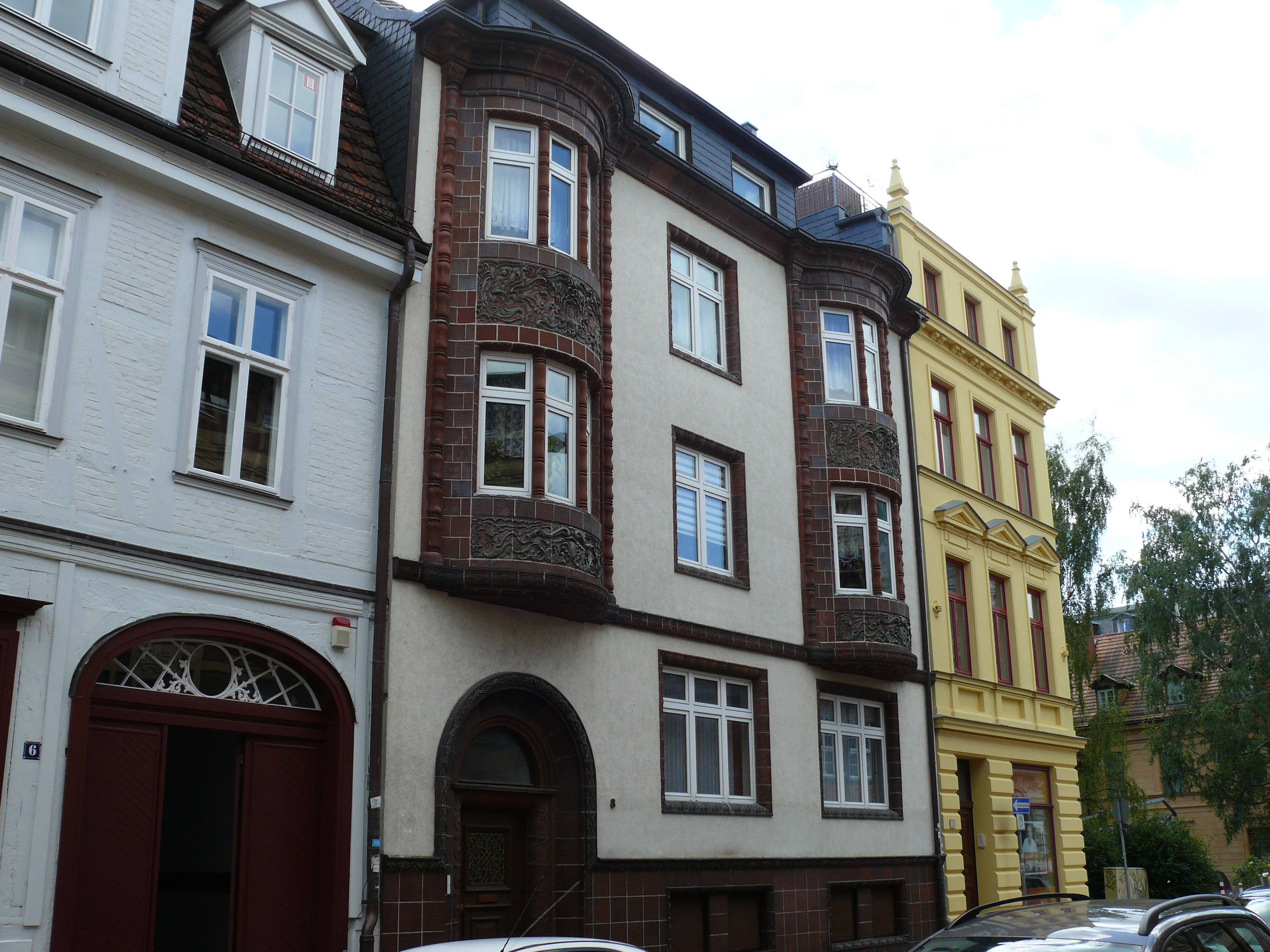
Nr. 6–10
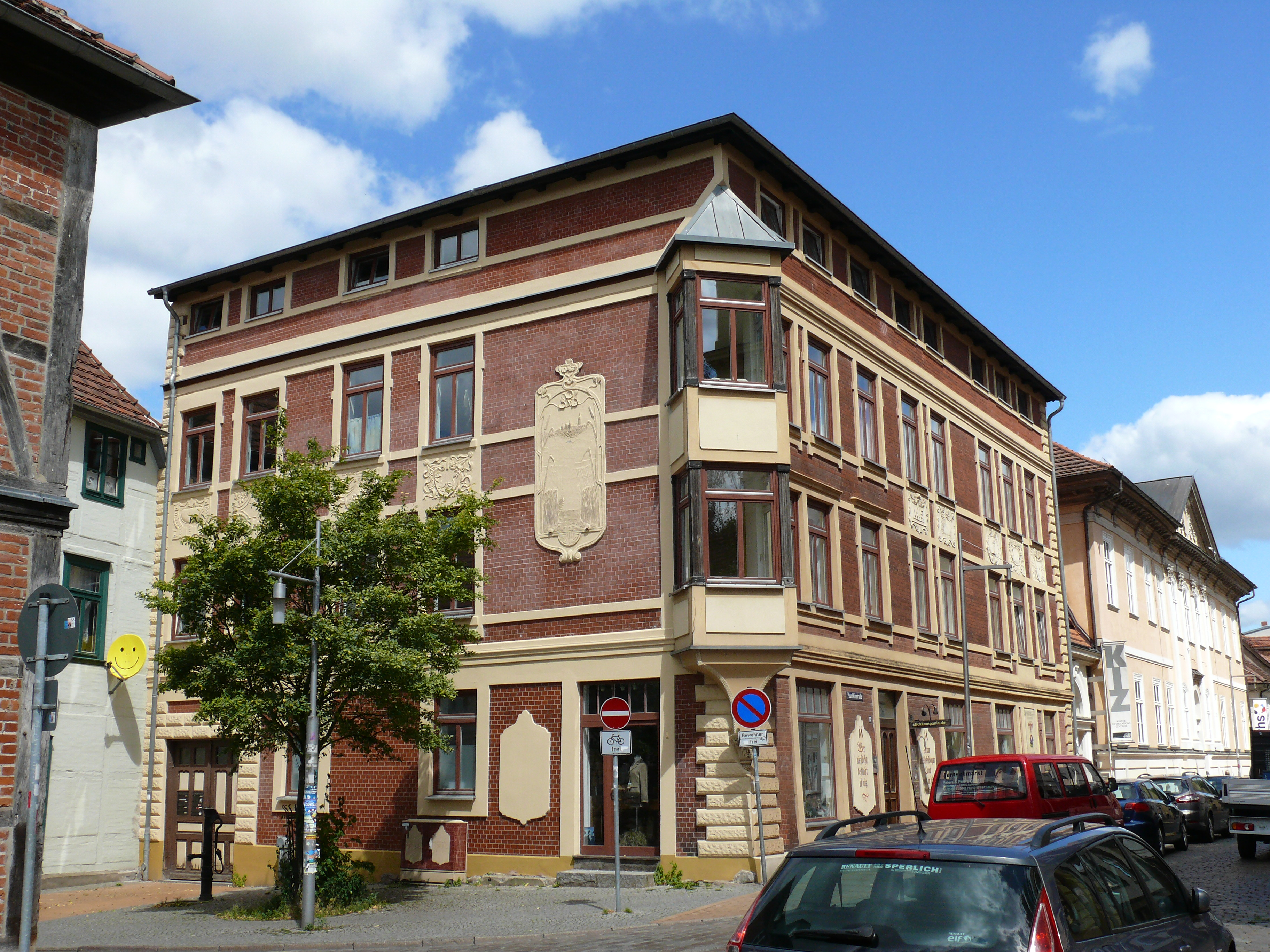
Nr. 13 und 15
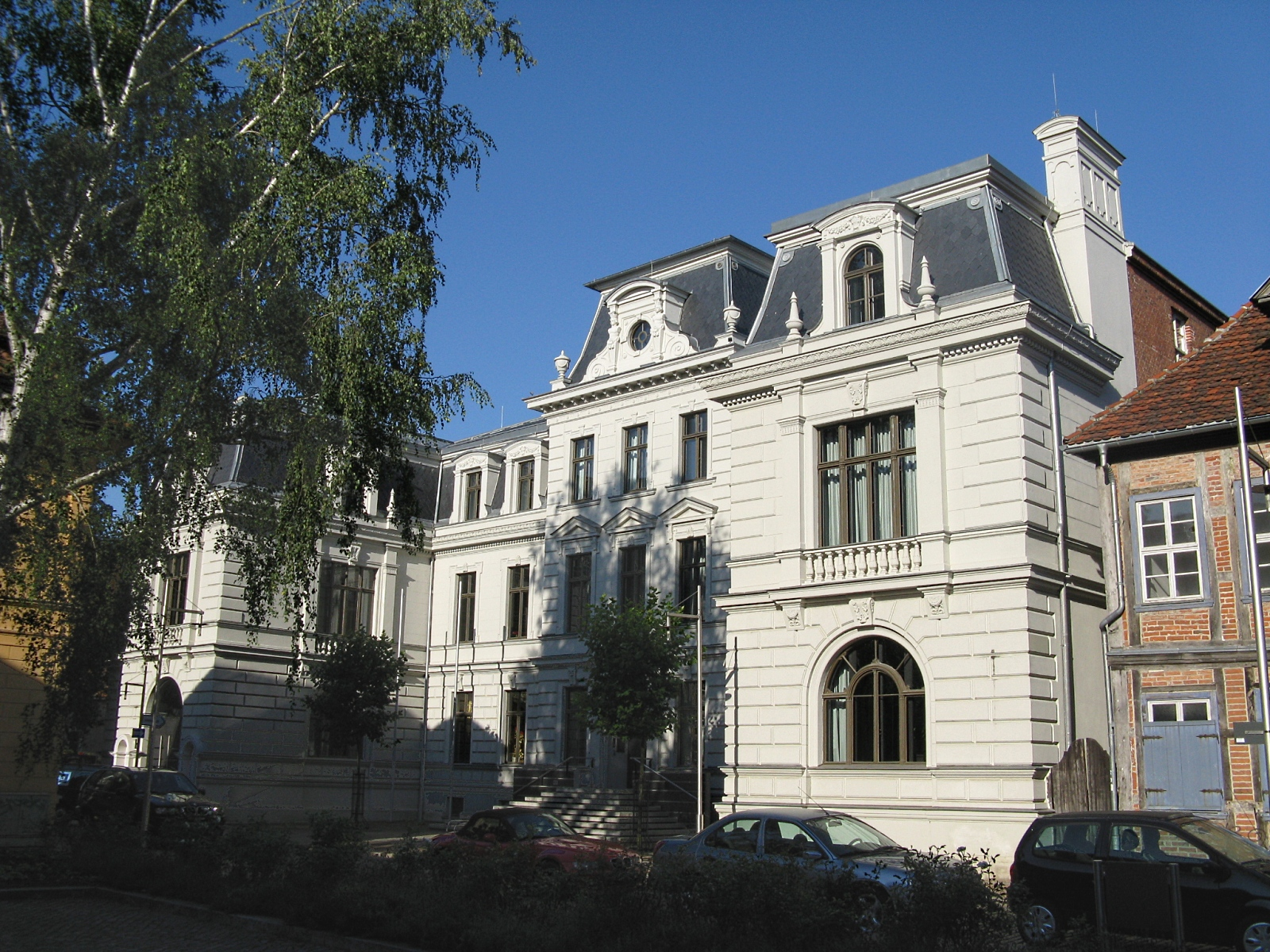
Nr. 19: Neustädtisches Palais
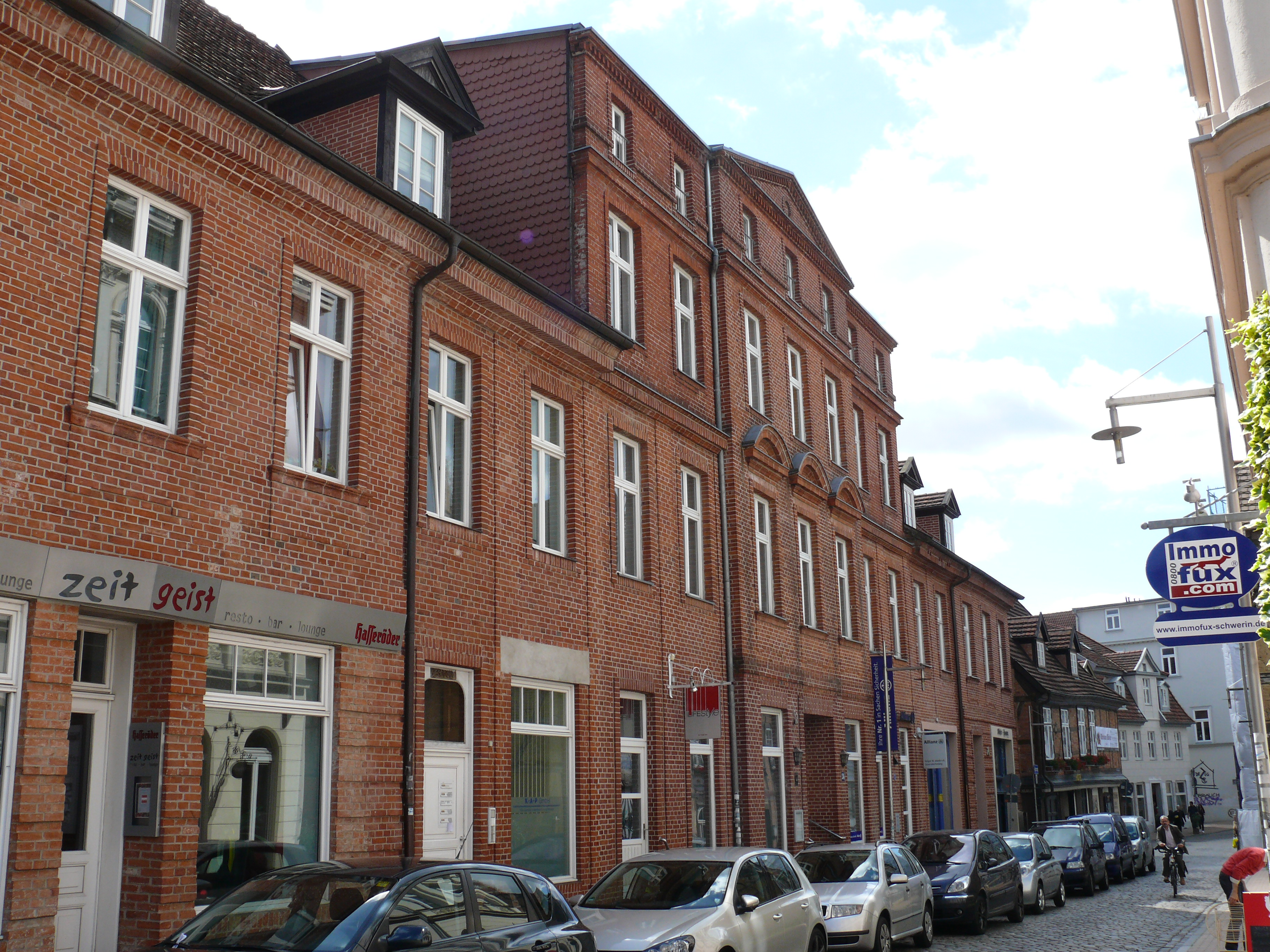
Nr. 22/24/26
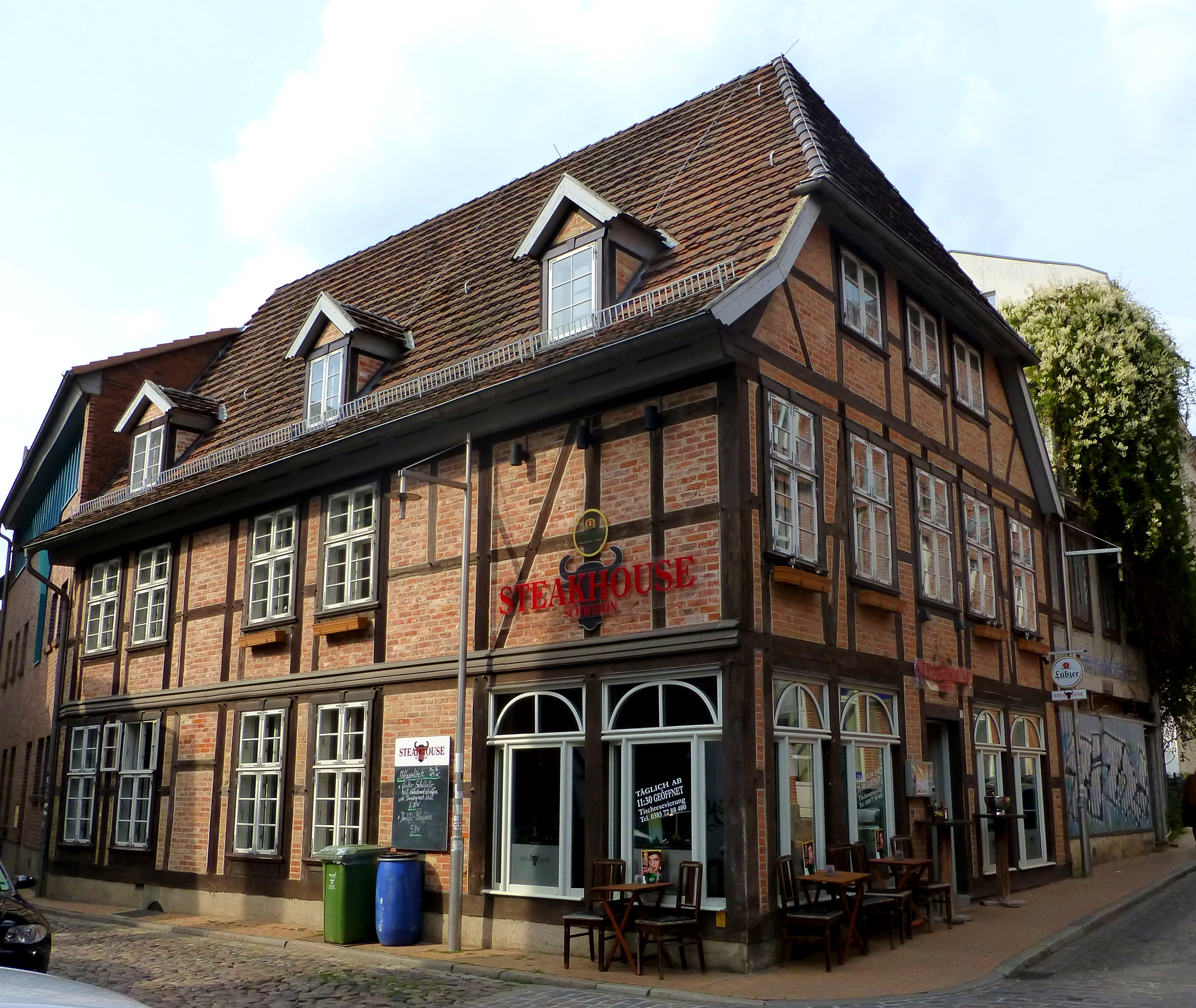
Nr. 37
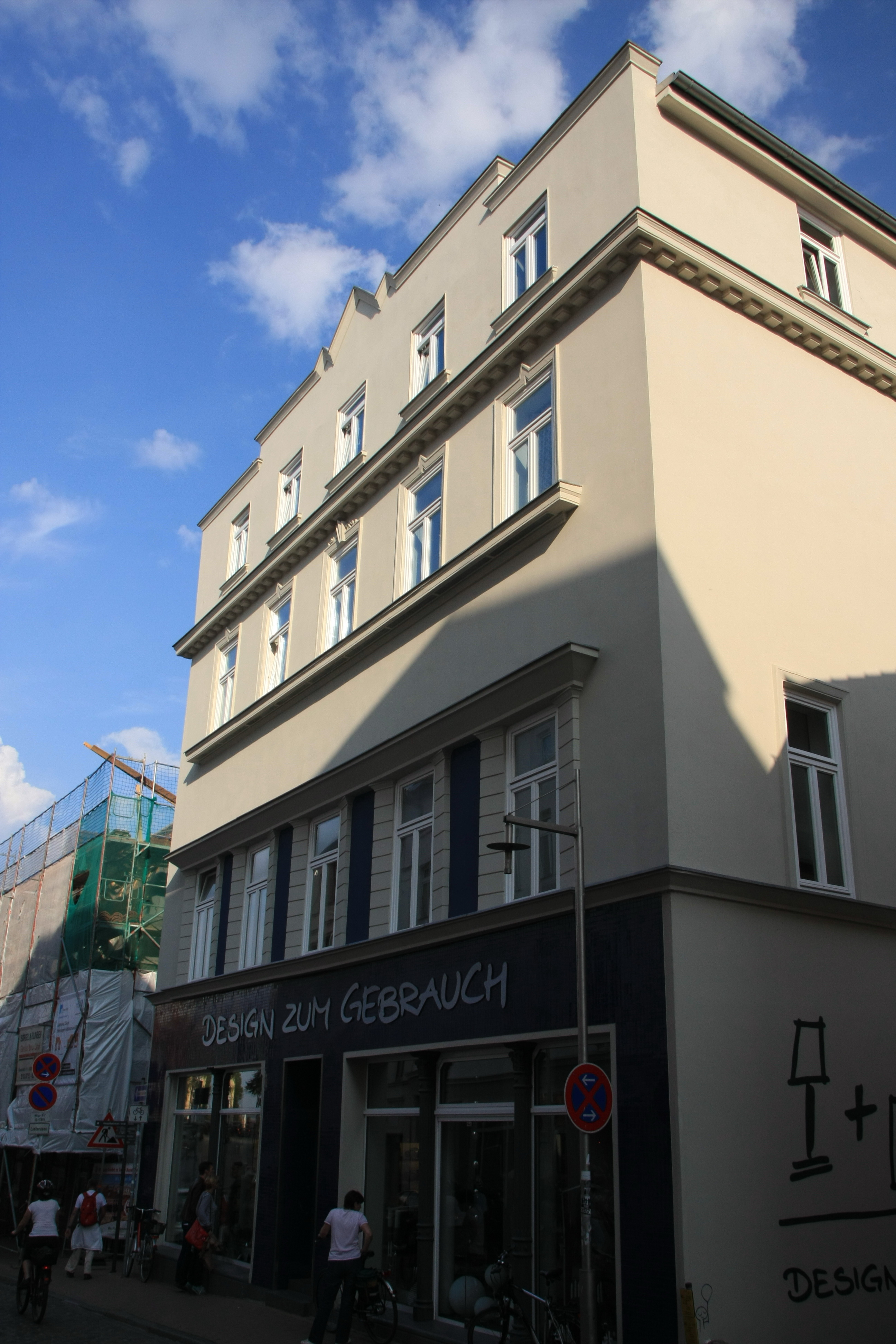
Nr. 34
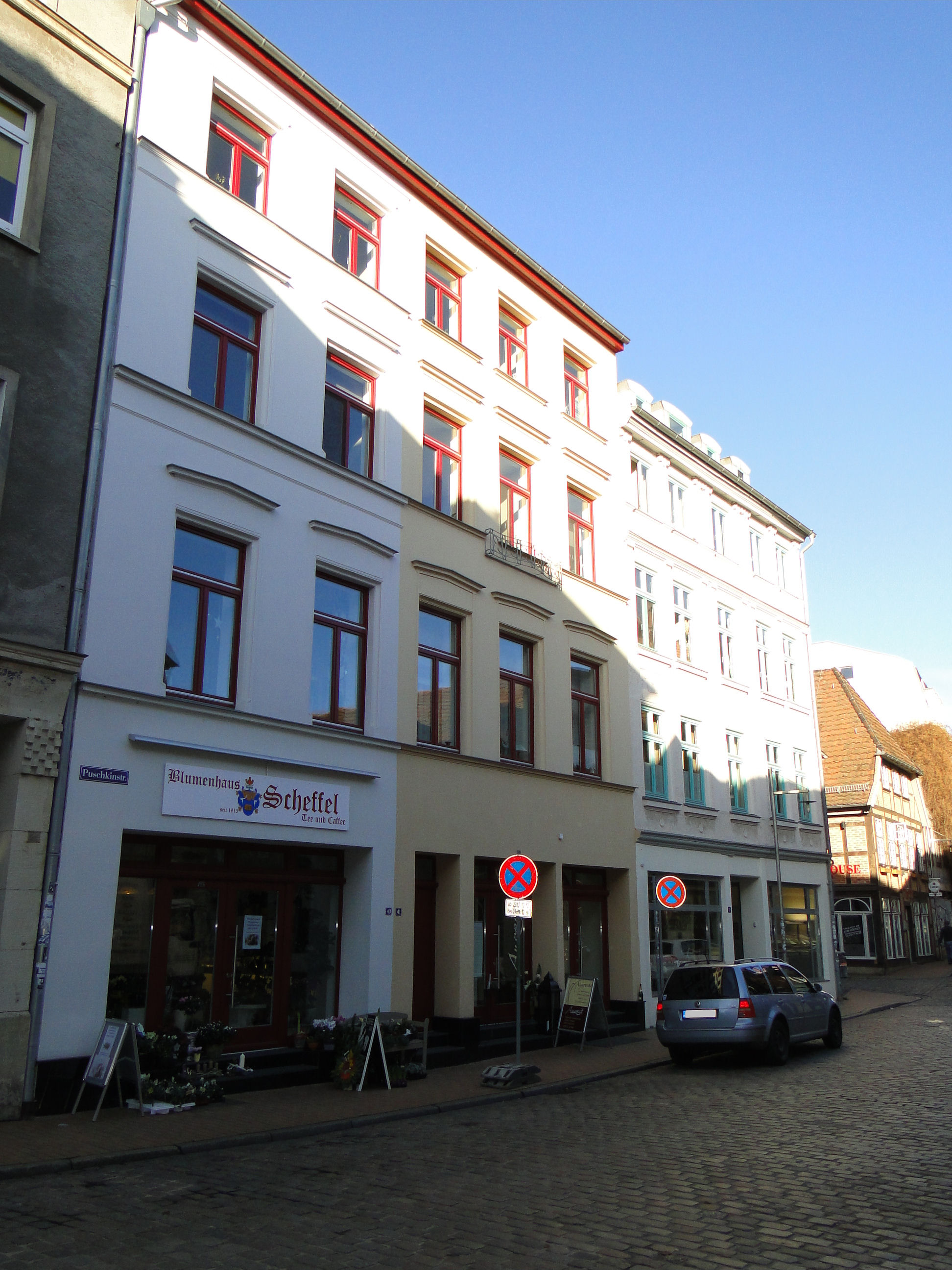
Nr. 37–43
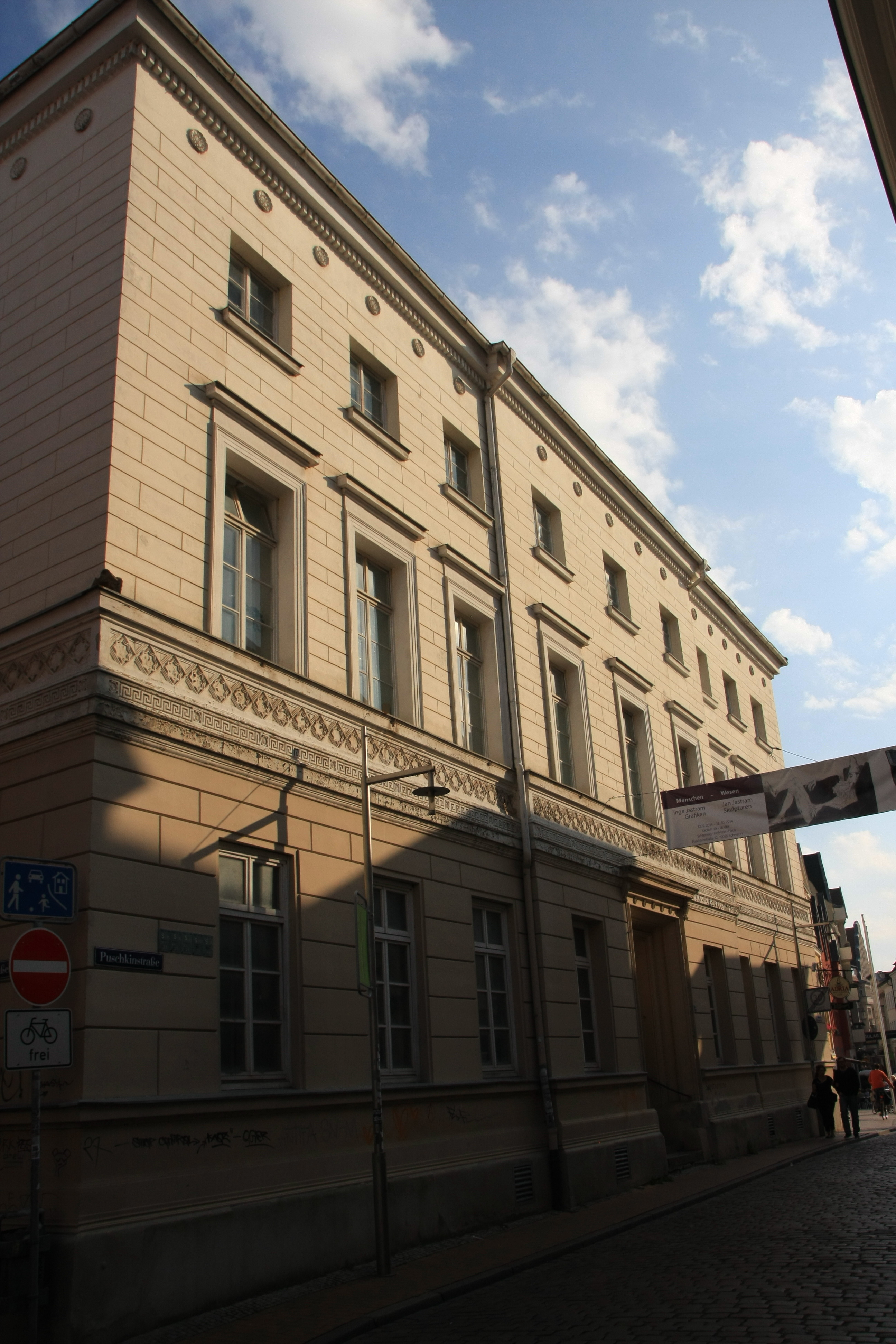
Nr. 44